# Verwaltungsgliederung der Republik Zypern

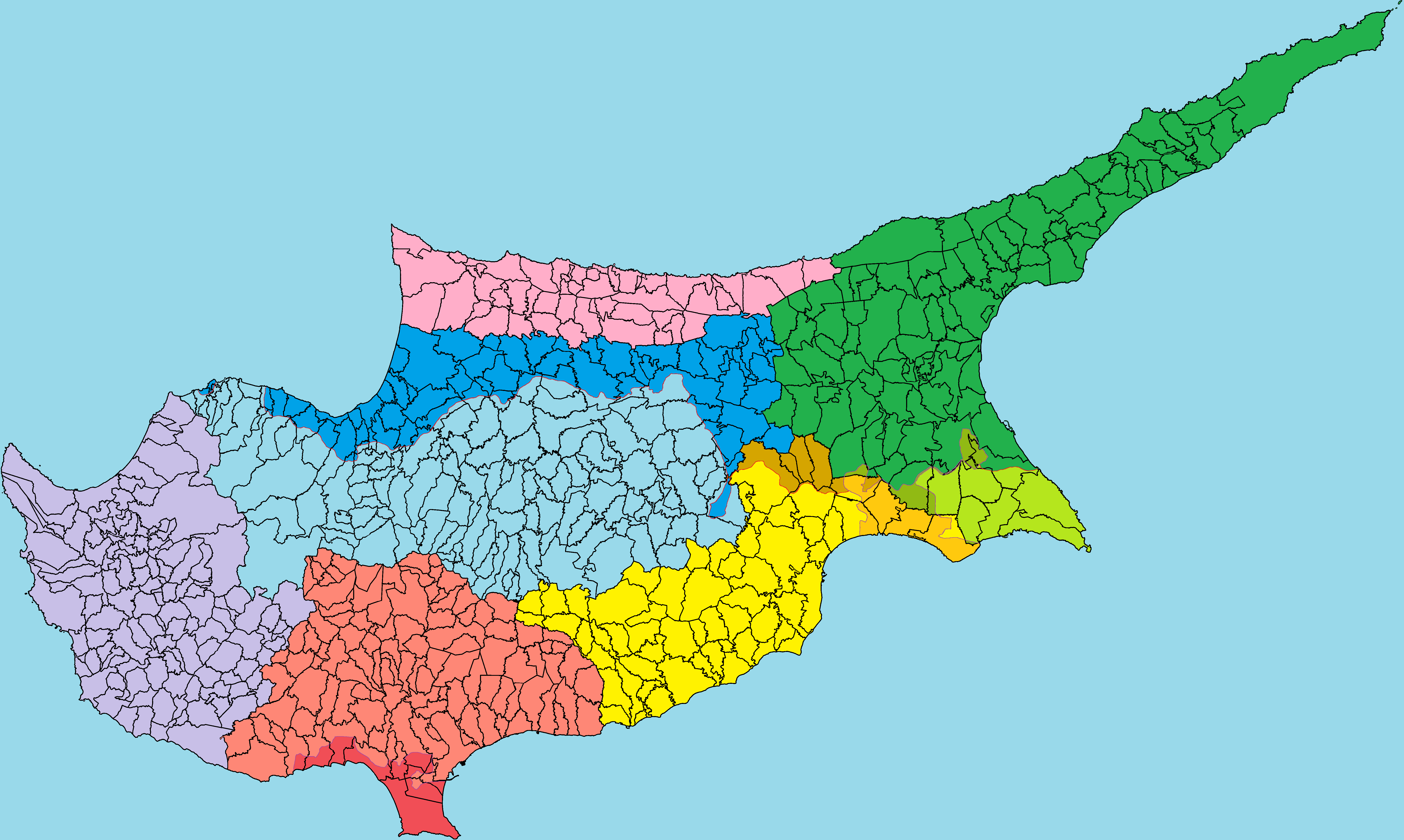
Administrative Aufteilung der Republik Zypern: Bezirke sind farbig dargestellt, die in Gemeinden und Städte unterteilt sind. Besetzte Gebiete sind dunkler dargestellt.

Die Verwaltungsgliederung der Republik Zypern ist die administrative Aufteilung des Staatsgebietes der Republik Zypern in sechs Bezirke (griechisch επαρχίες; türkisch kaza), deren Hauptstädte dieselben Namen tragen. Die Bezirke unterteilen sich weiterhin in Gemeinden und Städte, die in Orts- bzw. Stadtbezirke unterteilt werden. Diese sind wiederum in Pfarreien oder Siedlungen eingeteilt.

## Bezirke
Die Republik Zypern ist in die sechs Bezirke Famagusta, Kyrenia, Larnaka, Limassol, Nikosia und Paphos eingeteilt. Nach der türkischen Invasion von 1974 und der Besetzung eines großen Teils des Territoriums der Republik Zypern durch die türkischen Truppen wurden der gesamte Bezirk Kyrenia, der größte Teil des Bezirks Famagusta, ein großer Teil des Bezirks Nikosia und ein kleiner Teil des Bezirks Larnaka besetzt.
Jeder Bezirk wird von der Bezirksverwaltung verwaltet, die von einem „Präfekten“ geleitet wird. Jeder Präfekt ist ein hochrangiger Beamter, der dem Innenministerium unterstellt ist.

## Städte und Gemeinden
Die Gemeinden bilden nach den Bezirken die zweite Ebene der Verwaltungsgliederung Zyperns. Eine Gemeinde kann eine Stadt beziehungsweise Stadtgemeinde (griechisch Δήμος Dímos) oder eine Gemeinde im Sinne einer Landgemeinde (griechisch Κοινότητα Kinótita) sein.

### Städte
Heute hat Zypern 39 Städte, die auf der Grundlage des Städtegesetzes von 1985 arbeiten. Bürgermeister und Stadträte werden direkt von den Bürgern durch Kommunalwahlen für eine Amtszeit von fünf Jahren gewählt. Alle Städte sind Mitglieder der „Union of Cyprus Communities“.
Nach der türkischen Invasion von 1974 wurde das Verwaltungsgebiet von neun Städten Zyperns von der türkischen Armee besetzt. Aus diesem Grund üben diese nicht mehr die üblichen kommunalen Befugnisse und Zuständigkeiten aus. Sie behalten jedoch ihren Rechtsstatus und haben ihren Sitz in den von der Republik Zypern kontrollierten Gebieten.

### (Land-)Gemeinden
Heute hat Zypern 576 Landgemeinden, die auf der Grundlage des Gemeindegesetzes von 1999 arbeiten. Die Verwaltung der Gemeinden fällt in die Zuständigkeit der Gemeinderäte. Der Präsident des Gemeinderates wird als „Oberhaupt der Gemeinde“ bezeichnet. Alle Gemeinden sind Mitglieder der „Union of Cyprus Communities“.
Nach der türkischen Invasion von 1974 wurde das Verwaltungsgebiet von 172 Gemeinden Zyperns ganz oder teilweise von der türkischen Armee besetzt. Dadurch üben diese Gemeinden nicht mehr die üblichen Befugnisse und Verantwortlichkeiten der Gemeinden aus. Sie behalten jedoch ihren Rechtsstatus und haben ihren Sitz in den von der Republik Zypern kontrollierten Gebieten.
Häufig umfasst eine Gemeinde nur ein einzelnes Dorf und seine direkte Umgebung. Zwei oder mehr benachbarte Gemeinden können sich um die Gründung eines Gemeindezusammenschlusses bewerben.

## Pfarreien und Siedlungen
Gemeinden und Städte werden in Orts- und Stadtbezirke und diese in Pfarreien oder Siedlungen eingeteilt. In jedem dieser Bezirke wird vom Bürgermeister ein Gemeindevorsteher ernannt, der Beamter der Gemeinde ist und die Pflichten eines Angestellten hat. Falls ein Bezirk einer Gemeinde ziemlich groß ist, können – anstelle eines Gemeindevorstehers für den gesamten Bezirk – Gemeindevorsteher für die Pfarreien und Siedlungen des Bezirks ernannt werden.